# Мальчишник (серия фильмов)
Мальчишник (англ. The Hangover; дословно — «Похмелье») — серия американских комедийных фильмов, созданных Джоном Лукасом и Скоттом Муром и снятых режиссёром Тоддом Филлипсом. Все три части рассказывают о злоключениях четверых друзей, которые отправляются на мальчишник.

## Фильмы
| Фильм                             | Дата выпуска | Режиссёр     | Автор(ы) сценария                                     | Продюсер                       | Оператор    | Композитор  | Художник-постановщик     | Монтажер(ы)                  |
| --------------------------------- | ------------ | ------------ | ----------------------------------------------------- | ------------------------------ | ----------- | ----------- | ------------------------ | ---------------------------- |
| Мальчишник в Вегасе               | 5 июня 2009  | Тодд Филлипс | Тодд Филлипс, Джон Лукас, Скотт Мур и Джереми Гарелик | Тодд Филлипс и Дэниэл Голдберг | Лоуренс Шер | Кристоф Бек | Билл Бжески              | Дебра Нил-Фишер              |
| Мальчишник 2: Из Вегаса в Бангкок | 26 мая 2011  | Тодд Филлипс | Скот Армстронг и Крейг Мейзин                         | Тодд Филлипс и Дэниэл Голдберг | Лоуренс Шер | Кристоф Бек | Билл Бжески              | Дебра Нил-Фишер и Майк Сейл  |
| Мальчишник: Часть III             | 24 мая 2013  | Тодд Филлипс | Крейг Мейзин                                          | Тодд Филлипс и Дэниэл Голдберг | Лоуренс Шер | Кристоф Бек | Мехер Ахмад и Радж Уппал | Дебра Нил-Фишер и Джефф Грот |

### Мальчишник в Вегасе
Фил Веннек, Стю Прайс и Алан Гарнер решают устроить мальчишник в честь свадьбы их друга Дага Биллингса. Однако после подъема на крышу и тоста, не помнят событий ночи, все бы ничего, но потеря жениха ставит героев в затруднительное положение и вынуждает начать поиски.
Сценаристы Лукас и Мур черпали вдохновение из истории исполнительного продюсера Криса Бендера, друг которого (Трип Винсон) пропал без вести, после ночи в Лас-Вегасе. После продажи оригинального сценария за 2 млн долларов, Гарелик и Филлипс взялись за переписывания сценария, включив в историю похищение тигра, нахождение ребенка и угон полицейской машины, включив во всю историю камео боксера Майка Тайсона. Съемки проходили в штате Невада и закончились за 15 дней.

### Мальчишник 2: Из Вегаса в Бангкок
Фил, Стю, Алан и Даг готовятся к свадьбе Стю которая должна пройти в Таиланде. После событий в Лас-Вегасе, Стю не хочет рисковать и решает устроить более спокойную версию мальчишника, однако все идет не по плану и очнувшись в Бангкоке они обнаруживают пропажу брата невесты, из улик они находят лишь его палец.
Warner Bros. наняли Филлипса и Армстронга для написания продолжения, после показа трейлера первого фильма в кинотеатре ShoWest который вызывал ажиотаж у зрителей. Основной актерский состав был утвержден в марте 2010 года. Съемки начались в октябре 2010 года в Калифорнии, а затем переместились на съемочную площадку в Таиланде.

### Мальчишник: Часть III
Фил, Стю и Даг живут спокойной семейной жизнью, однако Алан не находит эту жизнь счастливой, ко всему прочему в это же время его отец умирает, а Алан якобы переосмыслив жизнь, решается попросить помощи у друзей, однако все вновь идет не по плану и всю «Волчью стаю» похищают.
Филлипс впервые объявил о планах на третий фильм, в мае 2011 года, за несколько дней до выпуска второго фильма серии. Крейг Мазин являющийся соавтором второго фильма, был приглашен в качестве основного сценариста для третей части. Основные съемки начались в октябре 2012 года в Калифорнии, продолжились в Аризоне и закончились в Лас-Вегасе.

### Будущее
В октябре 2020 актер Кен Джонг, на вопрос о четвертом фильме ответил что съемочная группа и актеры знали что четвертого фильма не будет и решили «почтить» память на съемках третей части.
В октябре 2021 актер Зак Галифианакис отметил что четвертый фильм выйдет, при условии полной смены концепции франшизы.
В ноябре 2023 актер Брэдли Купер выразил заинтересованность в съемках четвертого фильма, однако отметил что основной режиссер трилогии Тодд Филлипс явно «не заинтересован» в продолжении. В этом же интервью Купер выразил «любовь» основному актерскому составу трилогии, в том числе режиссеру. В том же месяце, актер Эд Хелмс выразил заинтересованность в продолжении.

## Актëры и персонажи
| Персонаж                  | Мальчишник в Вегасе | Мальчишник 2: Из Вегаса в Бангкок | Мальчишник: Часть III |
| Персонаж                  | 2009                | 2011                              | 2013                  |
| ------------------------- | ------------------- | --------------------------------- | --------------------- |
| Филипп «Фил» Веннек       | Брэдли Купер        | Брэдли Купер                      | Брэдли Купер          |
| Стюарт «Стю» Прайс        | Эд Хелмс            | Эд Хелмс                          | Эд Хелмс              |
| Алан Гарнер               | Зак Галифианакис    | Зак Галифианакис                  | Зак Галифианакис      |
| Дуглас «Даг» Биллингс     | Джастин Барта       | Джастин Барта                     | Джастин Барта         |
| Лесли Чау                 | Кен Джонг           | Кен Джонг                         | Кен Джонг             |
| Сид Гарнер                | Джеффри Тэмбор      | Джеффри Тэмбор                    | Джеффри Тэмбор        |
| Линда Гарнер              | Сондра Карри        | Сондра Карри                      | Сондра Карри          |
| Трейси Гарнер-Биллингс    | Саша Баррези        | Саша Баррези                      | Саша Баррези          |
| Стефани Веннек            | Джиллиан Вигмэн     | Джиллиан Вигмэн                   | Джиллиан Вигмэн       |
| Джейд                     | Хизер Грэм          |                                   | Хизер Грэм            |
| «Чёрный» Даг              | Майк Эппс           |                                   | Майк Эппс             |
| Тайлер / Карлос           | Грант Холмквист     |                                   | Грант Холмквист       |
| Нико                      | Майк Вэллели        |                                   | Майк Вэллели          |
| Мелисса                   | Рэйчел Харрис       |                                   |                       |
| Доктор Валш               | Мэтт Уолш           |                                   |                       |
| Офицер Франклин           | Роб Риггл           |                                   |                       |
| Офицер Гарден             | Клео Кинг           |                                   |                       |
| Майк Тайсон               | камео               | камео                             |                       |
| Эдди / Самир              | Брайан Коллен       | Брайан Коллен                     |                       |
| Лорен Срисаи-Прайс        |                     | Джейми Чон                        | Джейми Чон            |
| Обезьяна-наркоторговец    |                     | Кристал                           | Кристал               |
| Кингсли / детектив Питерс |                     | Пол Джаматти                      |                       |
| Тедди Срисай              |                     | Мэйсон Ли                         |                       |
| Фонг Срисай               |                     | Нирут Сиричанья                   |                       |
| Кимми                     |                     | Ясмин Ли                          |                       |
| Маршалл                   |                     |                                   | Джон Гудмен           |
| Кэсси                     |                     |                                   | Мелисса Маккарти      |

## Саундтрек

### Мальчишник: Часть III
Саундтрек к фильму был написан композитором Кристофом Беком. Релиз саундтрек альбома состоялся 21 мая 2013 года.

## Отзывы

### Кассовые сборы
| Фильм                             | Дата выпуска | Кассовые сборы брутто | Кассовые сборы брутто | Кассовые сборы брутто | Кассовые сборы брутто | Рейтинг кассовых сборов | Рейтинг кассовых сборов | Бюджет    | Примечания |
| Фильм                             | Дата выпуска | Первые выходные       | Северная Америка      | Другие территории     | Всемирные             | По Америке              | По всему миру           | Бюджет    | Примечания |
| --------------------------------- | ------------ | --------------------- | --------------------- | --------------------- | --------------------- | ----------------------- | ----------------------- | --------- | ---------- |
| Мальчишник в Вегасе               | 5 июня 2009  | $44,979,319           | $277,322,503          | $190,161,409          | $467,483,912          | #99                     | #229                    | $35 млн.  | [ 16 ]     |
| Мальчишник 2: Из Вегаса в Бангкок | 26 мая 2011  | $85,946,294           | $254,464,305          | $332,300,000          | $586,764,305          | #118                    | #293                    | $80 млн.  | [ 17 ]     |
| Мальчишник: Часть III             | 24 мая 2013  | $41,671,198           | $112,200,072          | $249,800,000          | $362,000,072          | #600                    | #343                    | $103 млн. | [ 18 ]     |
| Общее                             |              | $172,596,811          | $643,986,880          | $772,261,409          | $1,416,248,289        |                         |                         | $218 млн. |            |

### Отзывы критиков
| Фильм                             | Rotten Tomatoes   | Metacritic          | CinemaScore | Критиканство        |
| --------------------------------- | ----------------- | ------------------- | ----------- | ------------------- |
| Мальчишник в Вегасе               | 79% (239 отзывов) | 73/100 (31 отзыв)   | A           | 71/100 (15 отзывов) |
| Мальчишник 2: Из Вегаса в Бангкок | 34% (247 отзывов) | 44/100 (40 отзывов) | A−          | 59/100 (28 отзывов) |
| Мальчишник: Часть III             | 21% (202 отзыва)  | 30/100 (37 отзывов) | B           | 55/100 (27 отзывов) |